# Alto Garças
Alto Garças – miasto i gmina w Brazylii, w stanie Mato Grosso.